# Tweet (artist)
Charlene Keys, född 21 januari 1972, känd mononymt som Tweet, är en amerikansk guldsäljande R&B-sångerska, låtskrivare, skådespelare och fotomodell.
Tweets väg till kändisskap har beskrivits som en av de största Askungesagorna i amerikansk musikhistoria. Under tidiga 1990-talet slöt hon samman med tre andra unga kvinnor för att bilda R&B-gruppen Sugah. Gruppen kämpade dock med att få sitt material utgivet av något skivbolag. Efter flera år av falska förhoppningar och svek flyttade Tweet, djupt deprimerad och med stora alkoholproblem, hem till sina föräldrar. Där sökte hon "vanliga" jobb men förblev arbetslös och fattig samtidigt som hon ensam uppfostrade sin dotter. Vändpunkten kom en dag innan sångerskan planerade att ta sitt liv. Musikkompositören Missy Elliot hade hört en av Tweets demospår och erbjöd henne jobb som bakgrundssångerska på sin skiva Miss E… So Addictive. Arbetet ledde till ett skivkontrakt med Goldmind och Elektra Records.
År 2002 släpptes Tweets debutsingel "Oops (Oh My)". Låten komponerades av Timbaland och blev en smash-hit som klättrade till en första respektive sjunde plats på USA:s R&B-lista Hot R&B/Hip-Hop Songs och Billboard Hot 100. I april samma år släpptes Tweets debutalbum Southern Hummingbird. Skivan blev kritikerrosad och en kommersiell succé som sålde över 781 000 kopior och certifierades med guldstatus av RIAA (Recording Industry Association of America). Tweets debutalbum klättrade till andraplatsen på USA:s R&B-albumlista Billboard R&B/Hip-Hop Albums och tog sig även till en tredje plats på Billboard 200. Skivan ledde dessutom till modellkontrakt samt en roll i den amerikanska filmen Honey. Sångerskan noterade sin andra topp-tio-hit i USA med debutalbumets andra singelrelease "Call Me". Vid slutet av året blev hon nominerad bland annat till en Soul Train Lady of Soul Award i kategorin "Best New R&B, Soul or Rap Artist" (men vann gjorde R&B-rivalen Ashanti). Hon blev även nominerad till två Teen Choice Award i kategorierna "Choice Best R&B/Soul/Rap Song" och "Choice Breakout Artist".
Den 22 mars 2005 släpptes sångerskans albumuppföljare It's Me Again. Albumet klättrade till en andra plats i USA.
Tweet rankades av Ebony Magazine som en av de 57 mest intressanta afroamerikanska artisterna året 2002. Sångerskan bor och arbetar i Atlanta i Georgia.

## Liv och karriär

### 1972–2000: Tidiga år
Tom and Shirley Keys yngsta dotter Charlene Keys föddes den 21 januari 1972 i Rochester i New York. Tillsammans med sina fyra syskon Tom, Cedric, Lonnie och Sundra sjöng de tillsammans i den lokala kyrkan, varför Charlene fick smeknamnet Tweet (sångfågel). Som tioåring bemästrade hon instrument som piano, gitarr, basgitarr och trummor.

### 2001–2003:Southern Hummingbird, skådespelar- och modelldebut

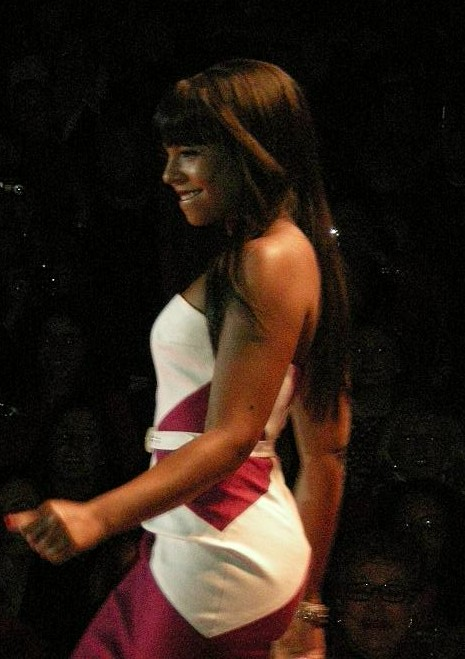
Nykomlingen Ashanti släppte sin skiva samma dag som Tweet vilket orsakade ett "marknadsföringskrig" mellan sångerskornas skivbolag.

Under 2001 arbetade Elektra Records fram en långsiktig plan för att introducera Tweet i musikbranschen. Hiphoplyssnare kunde höra sångerskan sjunga i bakgrunden på Elliots album Miss E… So Addictive. Hennes första jobb som "gästartist" blev på skivans singel "Take Away" som nådde en trettondeplacering på USA:s R&B-lista. Tweet medverkade även på Timbalands album Indecent Proposal och den medföljande singeln "All Y'all". En utförlig internetkampanj om Tweets existens startades där intresserade kunde streama ett antal sekunder av utvald musik från sångerskans kommande debutalbum. Sammanlagt bidrog denna kampanj till att över 1,5 miljoner människor upptäckte Tweet. Tweets debutsingel, den futuristiska och mystiska midtempolåten "Oops (Oh My)", släpptes via AOL Music i november 2003. Spåret komponerades av Missy Elliott och Timbaland som tidigare jobbat med den avlidna R&B-sångerskan Aaliyah. Följande dagar nådde låten 350 000 streams och över 30 000 digitala nedladdningar vilket gjorde den till en av månadens fyra bäst presterande låtar på sidan. Officiellt släpptes låten den 15 januari 2002. Tweet syntes i flera specialfilmade TV-program och hade exklusiva intervjuer på AOL. Elektra investerade stora summor i sin nya artist eftersom det rivaliserande bolaget Island Def Jam arbetade för fullt med att lansera nykomlingen Ashanti. Detta startade ett försäljningskrig mellan bolagen vilket ledde till rykten och anklagelser sinsemellan dem. "Oops" höga budget fick singeln att spelas varm på amerikanska radiostationer och radiopubliken uppskattades till över 80 miljoner lyssnare. En stor del av framgångarna berodde på att Tweets singel skapade stor kontrovers och publicitet i USA och i många andra delar av världen på grund av dess handling, som antogs handla om kvinnlig onani. "Oops" fortsatte att öka i försäljning och blev småningom om en internationell smash-hit. Låten nådde en 7:e respektive 1:a plats på USA:s singellistor Billboard Hot 100 och Hot R&B/Hip-Hop Songs. I Storbritannien nådde låten en femteplats på UK Singles Chart och tog sig även till topp-trettio i Australien och Tyskland. Samtidigt uppträdde hon som förakt åt artisten Craig David. Under mars och april besökte Tweet stora delar av Europa för att marknadsföra sig själv och öka medvetenheten kring hennes albumutgivning. Debutskivan Southern Hummingbird gavs ut den 2 april 2002. Skivan debuterade på en tredje respektive andraplats på USA:s albumlistor Billboard 200 och Top R&B/Hip-Hop Albums. Första veckan efter utgivningen sålde skivan 195 000 exemplar. En månad efter releasen certifierades Tweets debut med guldstatus.
Elektra började planera en andra singel från skivan. Midtempolåten "Call Me" valdes och gavs ut under sensommaren 2002 tillsammans med b-sidan "Sexual Healing (Oops Pt. 2)". Låten blev en ytterligare stor framgång som nådde topp-tio på USA:s singellista.

### 2004–2006:It's Me Again
Redan 2003 började Tweet att arbeta på en uppföljare till Southern Hummingbird som planerades för release 2004. Dessa planer sköts dock upp när Missy Elliot valde att flytta sitt skivbolag The Goldmind Inc. från Elektra till Atlantic Records. Då Tweet var en av Elliots lärlingar fick hon möjligheten att följa med till det nya skivbolaget och fortfarande vara signerad till The Goldmind. Samma år spelade hon in nya verser på en äldre outgiven låt av den avlidna amerikanska R&B-legenden Aaliyah. Låten, "Where Could He Be?", läckte till radio och klättrade till en 20:e plats på USA:s singellista Bubbling Under R&B/Hip-Hop Singles.
"Min förra skiva reflekterade mitt liv vid tidpunkten, väldigt mörkt. Mitt nya album visar var jag är nu. Jag har mognat som både artist och kvinna. Jag känner mig bekväm i mina egna skor."
I mitten av 2004 läckte Atlantic uppgifter om ett nytt Tweet-album. För att påminna lyssnare om Tweets existens ledde hon en nationell turné, Seagrams Gin Tour, tillsammans med artisten Cee Loo Green. Ronnie Johnson en av cheferna vid Atlantic förklarade att "turnén hjälpte till att återinföra Tweet i musikbranschen och fastställa henne som en sångare/uppträdare." Den 9 november 2004 släppes den ledande singeln, "Turn Da Lights Off", från sångerskans kommande skiva. Tweet som tidigare haft störst framgångar med klubbvänliga dansspår saktade ner tempot med den retro-inspirerade låten. Till skillnad från sångerskans föregående utgivningar som hade haft stora framgångar på pop-formaten misslyckades låten att ta sig in på Billboard Hot 100. Istället gick låten in på USA:s R&B-lista Hot R&B/Hip-Hop Songs där den nådde en 39:e plats. I februari 2005 gick Tweet på en utförlig marknadsföringskampanj i USA. Följande månad besökte hon Europa där "Turn Da Lights Off" gavs ut under våren och nådde topp-30 i Storbritannien. It's Me Again, sångerskans andra studioalbum, gavs ut internationellt den 22 mars 2005. Skivan innebar en stiländring för Tweet och bestod nu av gladare material. Utan någon hitlåt som marknadsförde skivans ankomst debuterade It's Me Again på en 17:e plats på USA:s albumlista Billboard 200. Under första veckan efter utgivningen sålde sångerskans nya skiva 55 000 exemplar. Detta var avsevärt lägre försäljningssiffror än hennes förra album. Skivan marknadsfördes ytterligare, bland annat genom flera kampanjer i Lady Foot Locker och Cosmopolitan. Dessutom spelades en musikvideo in till albumspåret "When I Need a Man" som spelades på musikkanaler för att marknadsföra den amerikanska TV-serien Kojak.
It's Me Again fick mestadels positiv kritik från recensenter som hyllade skivans ballader. Trots detta föll albumet snabbt ur topplistorna varpå Tweet sa upp sitt kontrakt med managern Mona Scott och Violator Entertainment. Istället skrev hon på för Mathew Knowles och hans Music World. Senare bidrog Tweet med sång till Missy Elliots album The Cookbook och skivans andra singel "Teary Eyed" som nådde topp-40 i flera länder i Europa.

### 2007–2011: Svårigheter med karriären
I början av 2007 började Tweet arbeta på sitt tredje album som hon döpte till Love, Tweet för att tacka sina fans för deras stöd. Sångerskan var först tveksam till att spela in en ny skiva då hennes mentor Jheryl Busby avled. "Det var en svår tid för mig men jag tänkte samtidigt att jag inte kunde ge upp nu, jag har så mycket kvar att ge. Jag är skyldig fansen, Jheryl och mig själv att se till att den här skivan kommer ut." I slutet av året gav hon ut korta stycken från sju av låtarna på skivan. Midtempo-spåret "My Dear" med rapparen T.I. som gästartist ryktades vara skivans ledande singel men detta visade sig vara fel. Efter en tid läckte alla låtarna på skivan varpå albumet blev försenat. År 2009 läckte bilder på en singelskiva med titeln "Procrastination". Källor bekräftade att låten var en ny singel från Tweet som komponerats av Timbaland och Missy Elliot och utgjordes av en kraftig basgång och var i upptempo. Bilden på singeln visade sig senare vara fejkad när Tweet själv uttalade sig: "Jag har aldrig hört talas om den låten". I slutet av 2009 gavs balladen "Love Again" ut på Itunes och Amazon. Singeln misslyckades att ta sig in på några singellistor. År 2011 skrev sångerskan på twitter: "Okej, I år kommer jag ge ut mitt tredje studioalbum LOVE, TWEET! Inget utgivningsdatum ännu, vi håller fortfarande på att försöka lösa affärerna med skivbolaget!"

### 2012–: Kommande tredje studioalbum
I januari 2012 hade ingen skiva ännu getts ut. Istället meddelades att Tweet lämnat sitt förra skivbolag och skrivit på för DuBose Music Group som ägs av artisten MC Lyte. Tweet meddelade att hon och skivbolaget för närvarande håller på att "omstrukturera" hela skivan med nya musikproducenter.

## Diskografi
| Studioalbum - 2002: Southern Hummingbird - 2005: It's Me Again | Övriga album - 2008: The Dresden Soul Symphony (Livealbum) |